# Acanthopulvinaria discoidalis
Acanthopulvinaria discoidalis är en insektsart som först beskrevs av Hall 1923.  Acanthopulvinaria discoidalis ingår i släktet Acanthopulvinaria och familjen skålsköldlöss. Inga underarter finns listade i Catalogue of Life.